# Hamilton Tiger Cubs
Hamilton Tiger Cubs je bil mladinski hokejski klub iz Hamiltona. Deloval je v ligi Ontario Hockey Association od 1953 do 1960. Domača dvorana kluba je bila Barton Street Arena, tudi znana kot Hamilton Forum.

## Zgodovina
Hamilton Tiger Cubs so ime dobili po NHL moštvu Hamilton Tigers, ki je delovalo v 20. letih. Klub je deloval od 1953 do 1960, zatem je prejel sponzorstvo NHL moštva Detroit Red Wings in se preimenoval v Hamilton Red Wings. 
Najboljša klubska sezona je bila sezona 1957/58, ko se je uvrstil v finale lige OHA, kjer je za pokal J. Ross Robertson Cup izgubil proti moštvu Toronto Marlboros z izidom 4-1 v zmagah, na eni tekmi sta moštvi remizirali. 
V Hamiltonu so predhodno delovala ostala mladinska moštva. Hamilton Szabos so delovali od zgodnjih 40. let do 1947, v 30. letih pa je obstajal klub Bengal Cubs. V 20. letih je istočasno z NHL moštvom delovalo mladinsko moštvo Tigers. Predtem je v 10. letih člansko amatersko moštvo Tigers igralo v OHA. 

## Igralci

### Prejemniki nagrad
- 1957/1958 - Murray Oliver, Red Tilson Trophy, najkoristnejši igralec lige
- 1953/1954 - Dennis Riggin, Dave Pinkney Trophy, najnižji moštveni GAA

### NHL igralci
NHL igralec Brian Kilrea je postal eno najprepoznavnejših imen v kanadskem mladinskem hokeju na ledu, kot trener je bil tudi sprejet v Hokejski hram slavnih lige NHL. Še en igralec, Pat Quinn, je deloval kot trener v NHL, nazadnje v moštvu Toronto Maple Leafs, treniral pa je tudi kanadsko reprezentanco. 
| - Dave Amadio - Don Blackburn - Cummy Burton - Bob Dillabough - Lloyd Haddon - John Hendrickson | - Larry Hillman - Larry Jeffrey - Brian Kilrea - Lowell MacDonald - Pit Martin - Billy McNeill - Stu McNeill | - Hillary Menard - John Miszuk - Dan Olesevich - Murray Oliver - Pat Quinn - George Ranieri | - Dennis Riggin - Wayne Rivers - Len Ronson - Brian Smith - Bob Wall - Carl Wetzel - Howie Young |

## Izidi
| Sezona  | Tekem | Zmag | Porazov | Remijev | TOČ | %     | GF  | GA  | Uvrstitev |
| 1953/54 | 58    | 31   | 24      | 3       | 65  | 0.560 | 222 | 208 | 3. v OHA  |
| 1954/55 | 49    | 21   | 23      | 5       | 47  | 0.480 | 181 | 173 | 5. v OHA  |
| 1955/56 | 48    | 13   | 30      | 5       | 31  | 0.323 | 171 | 250 | 7. v OHA  |
| 1956/57 | 52    | 24   | 26      | 2       | 50  | 0.481 | 170 | 191 | 5. v OHA  |
| 1957/58 | 52    | 27   | 18      | 7       | 61  | 0.587 | 200 | 176 | 2. v OHA  |
| 1958/59 | 54    | 11   | 35      | 8       | 30  | 0.278 | 167 | 229 | 7. v OHA  |
| 1959/60 | 48    | 10   | 34      | 4       | 24  | 0.250 | 158 | 251 | 7. v OHA  |